# M41 Walker Bulldog
M41 Walker Bulldog je bio američki laki tenk u doba hladnog rata. Zamijenio je stariji M24 Chaffee. Nazvan je po generalu W.W. Walkeru, koji je umro u nesreći s džipom u Koreji 1951. godine. Naoružan je sa 76 mm topom, sa standardnim razmještajem posade u tenku (vozač u tijelu naprijed lijevo, a ostala posada u kupoli, punitelj lijevo, topnik naprijed desno, a zapovjednik iza desno). Osnovni borbeni komplet obuhvaćao je HEAT projektile, HE, dimne i trening projektile. 
M41 je rabljen za vrijeme hladnog rata u Vijetnamskom ratu, Indiji i pakistanu. Povučen je iz službe u američkoj vosci, gdije ga je zamijenio M551 Sheridan, ali još uvijek je u uporabi u nekim zemljama svijeta.